# Храмцовский, Николай Иванович
Никола́й Ива́нович Храмцо́вский (15 декабря 1818—1890) — русский историк, археограф, основоположник нижегородского краеведения.

## Биография
Родился в Вологде в семье мещанина из Ржева. В 1828 году семья Храмцовских переехала в Нижний Новгород. Образование Николай получил домашнее, но благодаря самообразованию стал человеком весьма начитанным и грамотным. С 1836 года около двадцати лет работал в городском соляном правлении, сначала письмоводителем, затем помощником комиссионера по перевозке соли, но серьёзной карьеры не сделал. Заведуя транспортировкой и сдачей соли, он имел возможность бывать по работе в разных концах России. Это доставило ему множество впечатлений, которые вылились в его первое литературное произведение «И русское сердце не камень. Были из жизни на святой Руси». Этот сборник рассказов и дорожных впечатлений, изданный в 1846 году, хотя получил прохладные отзывы критиков, зато сделал Храмцовского известным в Нижнем Новгороде, как писателя.
«Лицо благородное, деликатное, шутник и весельчак», — как отзывались о нем современники, — Храмцовский познакомился и сблизился с этнографами В. И. Далем и П. И. Мельниковым-Печёрским. Вероятно это, а также знакомство с краеведом и историком архимандритом Макарием направило его интерес к исследованию нижегородской истории.
Храмцовкий стал первым в деле изучения местного архивного материала. Обобщив данные множества архивных документов, летописей, народных преданий и научных трудов, он впервые изложил многовековую историю Нижнего Новгорода в одной книге. Изданный в 1857 году, «Краткий очерк истории Н. Новгорода» представляет историю города от его основания до 50-х годов XIX века. Вторая часть книги — «Описание города» — вышла в 1859 году и являет собой нечто вроде туристического путеводителя для приезжих и пособия для нижегородцев, интересующихся своим городом.
Современники называли его «отцом истории Нижнего Новгорода», хотя сам Храмцовский понимал непрофессиональный характер своей работы и считал её лишь началом, подспорьем для трудов последующих историков. Всего им было опубликовано более 50 статей, заметок, сообщений и справок по истории Нижнего Новгорода и Нижегородской земли. За его заслуги в деле изучения края Городская дума постановила учредить в городе Училище имени историка Нижнего Новгорода Храмцовского. Долгое время оно располагалось в деревянном доме на улице Звездинке.
Храмцовский был инициатором создания нижегородского Всесословного клуба и колонии для малолетних преступников, а также учреждения речного училища в память о знаменитом гражданине города Иване Кулибине.
Храмцовский пытался стать профессиональным писателем, пробовал издавать собственную газету, в 1875 году редактировал «Нижегородский Биржевой Листок», но был вынужден вернуться к канцелярской службе. В качестве письмоводителя и секретаря Николай Иванович работал в пароходных компаниях «Нептун» и «Кавказ и Меркурий», в суде и в адвокатских конторах, избирался действительным членом губернского статистического комитета. Служил в трех уездных земских управах Нижегородской губернии, о семилетней службе в которых оставил любопытные «Заметки», которые показывают его горячим сторонником земского самоуправления и народного образования.
В последние годы Храмцовский ведет более чем скромное существование, часто болеет, ему отказывают от мест. В 1879 году он уехал в Вологду, где и закончил свои дни на попечении богатых родственников, до самой кончины продолжая заниматься краеведением и историей. По его отъезде один из владельцев его бывшего дома вывез на свалку несколько возов бумаг, исписанных рукой историка.

## Произведения, изданные отдельно
- «Краткий очерк истории и описание Нижнего Новгорода, в двух частях» (Нижний Новгород, 1857—1859);
- «Три выигранные процесса. Юридический случай из времен Петра Великого» («Сын Отечества», 1859, № 10 и отдельно, 1871, оттиск из «Нижегородского Листка»);
- «Некоторые сведения о состоянии нижегородских церквей и монастырей в первой четверти XVII столетия» (Нижний Новгород, 1865);
- «Исторический очерк Кунавина и современное его состояние» (Нижний Новгород, 1865);
- «Укрепления Нижнего Новгорода в начале XVI столетия» («Нижегородский Сборник», 1867, том I);
- «К истории Нижнего Новгорода» («Нижегородские Губернские Ведомости», 1869 и отдельно);
- «Скромные сравнения былого с настоящим» (Там же, № 72 и 127 и отдельно) и др.